# 李双江
李双江（1939年3月10日—），黑龙江哈尔滨人，中国人民解放军总政治部歌舞团歌唱家，一级演员，代表作《红星照我去战斗》、《北京颂歌》、《我爱五指山，我爱万泉河》、《再见吧，妈妈》、《打靶归来》等歌曲曾于20世纪70年代到90年代在中国大陆广泛流行，几乎家喻户晓。李双江也因此被称为“一代歌王”。

## 生平
1939年3月10日，李双江出生于满洲国滨江省哈尔滨（今属黑龙江省），父母是闯关东的山东德州人，幼年家庭贫困，但李双江从小热爱艺术，特别是唱歌。少年时的李双江经常在文艺会演中为学校和班级赢得荣誉。小学五年级时曾为哈尔滨人民广播电台录音。1959年9月李双江进入中央音乐学院声乐系读本科，师从喻宜萱、蒋英、沈湘、郭淑珍等学习声乐。1963年毕业后，李双江被分配到新疆军区文工团工作。同年李双江随新疆歌舞团赴越南访问演出，凭借《解放南方》这首歌获得优秀歌手奖。此外，由中国唱片社和中央电视台录制的唱片《毛主席的话儿记心上》、《春风吹遍黎明的家乡》在中国大陆广为流行，李双江也被提前授予中尉军衔。
文化大革命时期，李双江经历了他歌唱事业中的低潮。他遭到批斗，腰部受伤，曾赴北京住院治疗，住院期间他结识了邓小平的儿子邓朴方，二人成为挚友。文革结束后，李双江重新回到歌坛继续演出。1971年李双江调入总政歌舞团。1972年他演唱的《北京颂歌》、《我爱五指山，我爱万泉河》、《党的阳光照耀祖国》、《拉着骆驼送军粮》等歌曲开始在中国大陆范围内流行。1973年李双江录制了唱片《红星照我去战斗》，由中国唱片总公司出版，这张唱片的发行量达到了300万张，创下了当时中国大陆歌手唱片发行量的记录。
1979年中越战争期间，李双江赴广西、云南等地慰问演出，这期间他演唱的《再见吧，妈妈》和《怀念战友》成为中国大陆家喻户晓、妇孺皆知的歌曲。1981年1月，李双江在北京举办了文革以后中国军队独唱演员举办的第一场个人独唱音乐会，受到中国各界广泛关注。
除此之外，李双江撰写的《我是怎样唱高音的》声乐讲座广播稿曾在中央人民广播电台和全国多个省市电台播出，在中国文艺界产生了巨大的影响。1983年上海文艺出版社出版的《李双江演唱歌曲选》成为当年的音乐畅销书。
李双江担任中国人民解放军艺术学院音乐系主任，中国音乐家协会理事，中国音乐家协会发展委员会副主任和表演艺术委员会委员，中国民族声乐协会副会长，中央音乐学院声乐系客座教授，新加坡南洋艺术学院客座教授，全军高级职称评审委员会委员。第十届全国政协委员，全国政协教科文卫体委员会委员。
2013年4月，李双江向雅安地震灾区捐款60万元人民币。

## 演唱歌曲
李双江演唱的歌曲上百，这里仅列出一部分。
- 解放南方
- 毛主席的话儿记心上
- 春风吹遍黎明的家乡
- 红星照我去战斗（1974年电影《闪闪的红星》插曲）
- 枫叶飘（1980年电影《枫》主题歌）
- 放开我，妈妈（1980年电影《枫》插曲）
- 低头抬头盼晴天（1980年电影《山城雪》主题歌）
- 可爱的延安（1980年电影《山城雪》插曲）
- 流萤啊，带着我飞吧（1981年电影《小城春秋》插曲）
- 生命诚可贵（1981年电影《小城春秋》插曲，与钱曼华合唱）
- 同志，请把红旗交给我（1981年电影《小城春秋》插曲）
- 双脚踏上幸福路（1983年电影《咱们的牛百岁》主题歌）
- 长相思（1981年电影《毕升》主题歌）
- 我爱五指山，我爱万泉河
- 党的阳光照耀祖国
- 拉着骆驼送军粮
- 打个胜仗笑哈哈
- 北京颂歌
- 船工号子
- 再见吧，妈妈
- 怀念战友
- 心灵的花朵献给党
- 祖国就在我的心窝（电视片《哨所寄语》插曲）
- 伟大的祖国朝气蓬勃
- 可爱的家乡，美丽的柴达木（纪录片《漫游柴达木》插曲）
- 彩霞映山河
- 我祝愿你祖国
- 祖国的大庆
- 战友请到边卡来安家
- 夜色
- 人家的船儿桨成双
- 森林之歌
- 牧马之歌
- 战士歌唱毛主席
- 延安颂
- 丁香啊丁香
- 想起周总理纺线线
- 毛主席的恩情比山高比水长
- 怀念战友
- 槐花几时开
- 放心吧，祖国
- 美国兵是废货

## 著作
- 李双江 编，李双江演唱歌曲选，上海：上海文艺出版社，1983年
- 李双江 主编，我们的怀念：纪念陈木锡先生逝世一周年，济南：黄河出版社，1992年
- 李双江 主编，中国少数民族声乐教材（第一集），北京：中央民族大学出版社，2001年
- 李双江 主编，中国人民解放军音乐史，北京：解放军文艺出版社，2004年
- 李双江，我是怎样唱高音的，《解放军艺术学院学报》，2006(1)
- 李双江 主编，中国人民解放军音乐经典文献库，北京：解放军文艺出版社，2006年
- 李双江 主编，长征路上的歌，北京：解放军文艺出版社，2006年
- 李双江 主编，抗日烽火中的歌，北京：解放军文艺出版社，2006年
- 李双江 主编，解放战争炮声中的歌，北京：解放军文艺出版社，2007年
- 军旅音乐研究所，李双江演唱歌曲集锦，北京：解放军文艺出版社，2010年
- 李双江 编，心儿在歌唱 : 李双江演唱歌曲36首详解，北京：解放军文艺出版社，2010年

## 家庭
- 前妻：丁英[3]
- 妻：梦鸽
- 长子：李贺，丁英所生。
- 次子：李冠丰，梦鸽所生，曾用名李天一[4]，2011年9月于北京因涉嫌寻衅滋事罪被刑事拘留，受到媒体关注。[5]2013年2月他再次被傳媒曝光涉嫌當月發生在北京的一件輪奸案有關，[6][7]再次被拘留，輿論認為如果他被證實參與輪奸會面臨重判。[8]9月26日上午，北京市海淀区人民法院一审以强奸罪判处李冠丰有期徒刑10年。11月27日上午，北京市第一中级人民法院二审驳回李冠丰的上诉，维持原判。

## 评价
- 李天一强奸案发生后，中华人民共和国教育部前发言人王旭明在微博评价李双江及梦鸽说：“截至目前，李天一的监护人未向受害人表示最起码的人道同情和歉意，冷漠态度令人难以理解。一对唱红歌最来劲儿的夫妇如此心黑，玷污红歌、辱没斯文，千秋留髒名！”（参见王旭明新浪微博 （页面存档备份，存于））